# 思华章
思华章（1923年—2011年1月25日），傣族，云南省芒市人，傣族剪纸艺术家、雕塑家，第一批国家级非物质文化遗产项目剪纸（傣族剪纸）代表性传承人，被傣族尊称为“撒那弄”（大师傅之意）。

## 生平
思华章生于芒市镇东里，8岁随父习剪，12岁时丧父，拜傣族民间工艺大师杨八为师。曾是芒市土司武装的中队长，1950年随土司代办方克胜出走缅甸。1957年归国，任潞西市傣剧团团长，负责道具的设计制作以及布景。思华章曾参与铁城佛塔、风平佛塔的修复。思华章为德宏州众多奘房、寺庙制作装饰品，包括云南省文物保护单位佛光寺建筑顶部的金属饰品。1999年6月，思华章被云南省文化厅授予“云南省民族民间美术师”称号。2007年成为第一批国家级非物质文化遗产项目（傣族剪纸）代表性传承人。2010年8月20日，中国剪纸入选联合国教科文组织“人類非物質文化遺產代表名錄”，芒市傣族剪纸作为子项目随之入选，思华章成为该项目的唯一国家级传承人。
思华章去世后，有傣族“剪纸王”之称的邵梅罕接替思华章，成为傣族剪纸的国家级非遗传承人。